# Jordan Smotherman
Pour les articles homonymes, voir Lavallée.
Jordan LaVallée-Smotherman, connu sous le nom de « Jordan Lavallée » ou sous son nom actuel « Jordan Smotherman » (né le 11 mai 1986 à Corvallis dans l'État de l'Oregon aux États-Unis) est un joueur professionnel de hockey sur glace évoluant à la position d'ailier gauche. Portant les deux nom de famille à la naissance, il garda seulement le nom de Lavallée, nom de famille de sa mère, lors de son passage au Québec. Il changea son nom pour Smotherman en 2008 à la suite du décès de son père.

## Carrière
Bien que né aux États-Unis, il évolua au niveau junior avec les Remparts de Québec de la Ligue de hockey junior majeur du Québec pendant quatre saisons. Choix du quatrième tour des Thrashers d'Atlanta en 2005, il devient joueur professionnel la saison suivante en rejoignant le club affilié aux Thrashers dans la Ligue américaine de hockey, les Wolves de Chicago.
Au terme de la saison 2007-2008, il est rappelé par le grand club et à deux rencontres avec eux. Il inscrira d'ailleurs ses premiers points dans la LNH lors de son deuxième match avec l'équipe, marquant un but et récoltant une mention d'assistance dans une défaite par la marque de 2 à 1 face aux Panthers de la Floride.
Le 8 octobre 2009 les Thrashers l'envoi aux Blue Jackets de Columbus en retour de compensation future. Lavallée rejoint alors le club affilié aux Blue Jackets dans la LAH, soit le Crunch de Syracuse puis la saison suivante, il se joint aux Bruins de Providence. À la suite de son passage avec les Bruins, il quitte en 2011 vers le Esbjerg fB Ishockey, club s'alignant dans la AL-Bank ligaen du Danemark. Il reste avec ceux-ci pour une saison avant de rejoindre le Tingsryds AIF de la Allsvenskan en Suède.

## Statistiques
| Saison    | Équipe                      | Ligue          |    | Saison régulière | Saison régulière | Saison régulière | Saison régulière | Saison régulière |   | Séries éliminatoires | Séries éliminatoires | Séries éliminatoires | Séries éliminatoires | Séries éliminatoires |
| Saison    | Équipe                      | Ligue          | PJ | B                | A                | Pts              | Pun              | PJ               | B | A                    | Pts                  | Pun                  |                      |                      |
| 2002-2003 | Remparts de Québec          | LHJMQ          | 55 | 3                | 6                | 9                | 54               | 11               | 0 | 1                    | 1                    | 0                    |                      |                      |
| 2003-2004 | Remparts de Québec          | LHJMQ          | 69 | 11               | 16               | 27               | 111              | 5                | 2 | 0                    | 2                    | 6                    |                      |                      |
| 2004-2005 | Remparts de Québec          | LHJMQ          | 64 | 40               | 26               | 66               | 108              | 13               | 5 | 2                    | 7                    | 26                   |                      |                      |
| 2005-2006 | Remparts de Québec          | LHJMQ          | 37 | 18               | 19               | 37               | 34               | 23               | 7 | 8                    | 15                   | 30                   |                      |                      |
| 2006-2007 | Wolves de Chicago           | LAH            | 79 | 16               | 18               | 34               | 90               | 14               | 7 | 1                    | 8                    | 8                    |                      |                      |
| 2007-2008 | Wolves de Chicago           | LAH            | 76 | 20               | 22               | 42               | 73               | 23               | 3 | 5                    | 8                    | 16                   |                      |                      |
| 2007-2008 | Thrashers d'Atlanta         | LNH            | 2  | 1                | 1                | 2                | 0                |                  |   |                      |                      |                      |                      |                      |
| 2008-2009 | Wolves de Chicago           | LAH            | 64 | 18               | 12               | 30               | 94               |                  |   |                      |                      |                      |                      |                      |
| 2008-2009 | Thrashers d'Atlanta         | LNH            | 2  | 0                | 0                | 0                | 0                |                  |   |                      |                      |                      |                      |                      |
| 2009-2010 | Crunch de Syracuse          | LAH            | 78 | 10               | 22               | 32               | 75               |                  |   |                      |                      |                      |                      |                      |
| 2010-2011 | Bruins de Providence        | LAH            | 71 | 14               | 12               | 26               | 68               |                  |   |                      |                      |                      |                      |                      |
| 2011-2012 | Esbjerg fB Ishockey         | AL-Bank ligaen | 39 | 31               | 29               | 60               | 73               | 5                | 1 | 3                    | 4                    | 10                   |                      |                      |
| 2012      | Esbjerg fB Ishockey         | Danish Cup     |    |                  |                  |                  |                  | 4                | 1 | 1                    | 2                    | 4                    |                      |                      |
| 2012-2013 | Tingsryds AIF               | Allsvenskan    | 52 | 24               | 12               | 36               | 126              | 10               | 2 | 6                    | 8                    | 18                   |                      |                      |
| 2013-2014 | Karlskrona HK               | Allsvenskan    | 47 | 23               | 20               | 43               | 75               | -                | - | -                    | -                    | -                    |                      |                      |
| 2014-2015 | Pelicans Lahti              | Liiga          | 37 | 11               | 9                | 20               | 45               | -                | - | -                    | -                    | -                    |                      |                      |
| 2014-2015 | Rögle BK                    | Allsvenskan    | 12 | 10               | 3                | 13               | 16               | 10               | 6 | 3                    | 9                    | 10                   |                      |                      |
| 2015-2016 | Rögle BK                    | SHL            | 52 | 14               | 5                | 19               | 16               | -                | - | -                    | -                    | -                    |                      |                      |
| 2016-2017 | Monarchs de Manchester      | ECHL           | 18 | 12               | 8                | 20               | 0                | -                | - | -                    | -                    | -                    |                      |                      |
| 2016-2017 | Thunderbirds de Springfield | LAH            | 5  | 0                | 0                | 0                | 2                | -                | - | -                    | -                    | -                    |                      |                      |
| 2016-2017 | MODO Hockey                 | Allsvenskan    | 14 | 8                | 1                | 9                | 2                | -                | - | -                    | -                    | -                    |                      |                      |
| 2017-2018 | Monarchs de Manchester      | ECHL           | 69 | 34               | 38               | 72               | 51               | 10               | 3 | 2                    | 5                    | 16                   |                      |                      |
| 2018-2019 | Iserlohn Roosters           | DEL            | 35 | 4                | 11               | 15               | 20               | -                | - | -                    | -                    | -                    |                      |                      |
| 2018-2019 | Belfast Giants              | EIHL           | 19 | 6                | 8                | 14               | 4                | 4                | 4 | 2                    | 6                    | 2                    |                      |                      |
| 2019-2020 | Belfast Giants              | EIHL           | 47 | 13               | 23               | 36               | 13               | -                | - | -                    | -                    | -                    |                      |                      |
| 2020-2021 | Esbjerg fB Ishockey         | AL-Bank ligaen | 12 | 3                | 3                | 6                | 6                | 10               | 1 | 0                    | 1                    | 29                   |                      |                      |
| 2021-2022 | Railers de Worcester        | ECHL           | 61 | 30               | 22               | 52               | 32               | -                | - | -                    | -                    | -                    |                      |                      |
| 2021-2022 | Thunderbirds de Springfield | LAH            | 1  | 1                | 0                | 1                | 0                | -                | - | -                    | -                    | -                    |                      |                      |